# شهرستان حریب
ناحیهٔ حریب (به عربی: مدیریة حریب) یک ناحیه در یمن است که در استان مأرب واقع شده‌است.
ناحیهٔ حریب ۳۳٬۶۶۳ نفر جمعیت دارد.